# Timothy B. Schmit
Timothy Bruce Schmit, född 30 oktober 1947 i Oakland, Kalifornien, är en amerikansk musiker, känd som basgitarrist i countryrockbanden Eagles och Poco.

## Biografi
Schmit växte upp Sacramento och lärde sig tidigt spela en rad instrument, däribland fiol, trombon och ukulele. Som 15-åring började han spela i bandet Tim, Tim & Ron, som senare ombildades till i tur och ordning The Contenders, The New Breed och Glad. Som Glad spelade de in albumet Feelin' Glad som släpptes 1968 men misslyckades att sälja.
1970 anslöt sig Schmit till Poco som ersättare för originalbasisten Randy Meisner. Han spelade in elva album med Poco innan han 1977 gick vidare till Eagles, återigen som ersättare för Meisner. Han spelade med gruppen först på turnén efter Hotel California och därefter på albumet The Long Run från 1979. Förutom att spela bas sjöng han även hiten "I Can't Tell You Why", som han även skrev tillsammans med Don Henley och Glenn Frey. Efter en ytterligare en turné upplöstes bandet 1980. 
Schmit försökte sig därefter på en solokarriär och gav ut albumen Playin' It Cool (1984), Timothy B. (1987) och Tell Me The Truth (1990), dock utan i närheten av samma framgång som albumen med Eagles. Han återförenades också med Poco på albumet Inamorata från 1984 och samarbetade med en rad andra musiker, bland annat turnerade han med Jimmy Buffett i mitten av 1980-talet. Sedan 1994 spelar han med det återförenade Eagles, vilket resulterat i albumen  Hell Freezes Over (1994) och Long Road Out of Eden (2007).

## Diskografi

### Soloalbum
- 1984 – Playin' It Cool
- 1987 – Timothy B.
- 1990 – Tell Me the Truth
- 2001 – Feed the Fire

### Album med Poco
- 1970 – Poco
- 1971 – Deliverin'
- 1971 – From the Inside
- 1972 – A Good Feelin' to Know
- 1973 – Crazy Eyes
- 1974 – Seven
- 1974 – Cantamos
- 1975 – Head Over Heels
- 1976 – Live
- 1976 – Rose of Cimarron
- 1977 – Indian Summer
- 1984 – Inamorata

### Album med Eagles
- 1979 – The Long Run
- 1980 – Eagles Live
- 1994 – Hell Freezes Over
- 2007 – Long Road Out of Eden